# Gabor Zele
Gabor Zele (* 8. Juli 1954 in Budapest; † November 2021) war ein ungarischer Fußballspieler.
Der Mittelfeldmann Zele spielte ab 1974 beim niederländischen Verein Twente Enschede, mit dem er 1975 das Finale des UEFA-Pokals erreichte. Von 1976 bis 1986 stand er nacheinander bei den deutschen Zweitligisten FSV Frankfurt und SC Freiburg unter Vertrag. In diesen zehn Jahren bestritt er 274 Zweitligaspiele, davon 219 für Freiburg. 1986 wechselte er in die Schweiz zum FC Nordstern Basel.
Zele lebte zuletzt in Wyhl am Kaiserstuhl. Er starb 67-jährig nach langer Krankheit und hinterließ zwei Kinder.

## Weblink
- Gabor Zele in der Datenbank von fussballdaten.de